# Eurofighter Jagdflugzeug
Koordinaten: 48° 19′ 43″ N, 11° 44′ 29″ O
Die Eurofighter Jagdflugzeug GmbH ist ein Joint Venture europäischer Rüstungsunternehmen mit Sitz im bayerischen Hallbergmoos. Die zentralen Aufgaben sind Konstruktion, Herstellung und Weiterentwicklung des Eurofighter Typhoon. Das Unternehmen befindet sich (Stand: November 2017) im Besitz der folgenden Anteilseigner:
- Airbus Defence and Space GmbH (33 %)
- Airbus Defence and Space S.A. (13 %)
- BAE Systems (33 %)
- Leonardo S.p.A. (21 %)

## Geschichte
Die Eurofighter Jagdflugzeug GmbH wurde im Jahr 1986 gegründet. Die Gründungsunternehmen und ihre jeweiligen Anteile waren:  
- Messerschmitt-Bölkow-Blohm (33 %)
- Construcciones Aeronáuticas S.A. (13 %)[2]
- British Aerospace (33 %)
- Aeritalia (21 %)

## Standorte
An sieben Standorten in vier Ländern baut das Eurofighter-Konsortium die Eurofighter-Hauptbaugruppen.

### Deutschland
- Hallbergmoos – Hauptsitz
- Manching – Fertigung des Rumpfmittelstücks und Endmontage der deutschen und österreichischen Eurofighter
- Augsburg – Fertigung des Rumpfmittelstücks
- Lemwerder – Fertigung des Rumpfmittelstücks

### Großbritannien
- Warton – Fertigung der Rumpfvorderteile, des Seitenleitwerks, des Rumpfrückens und des ersten Arbeitsganges des Rumpfhecks und Endmontage der britischen Eurofighter
- Samlesbury – Fertigung der Rumpfvorderteile, des Seitenleitwerks, des Rumpfrückens und des ersten Arbeitsganges des Rumpfhecks

### Italien
- Caselle Torinese – Fertigung des linken Flügels, der äußeren Flaperons und Komplettierung des Rumpfheck und Endmontage der italienischen Eurofighter
- Foggia – Fertigung des linken Flügels, der äußeren Flaperons und Komplettierung des Rumpfheck

### Spanien
- Getafe – Fertigung des rechten Flügels und der Vorflügelklappen, Endmontage der spanischen Eurofighter

## Geschäftsführer
| Nr. | Geschäftsführer      | Land                   | Amtszeit            |
| --- | -------------------- | ---------------------- | ------------------- |
| 1   | Aloysius Rauen       | Deutschland            | bis 2009            |
| 2   | Enzo Casolini        | Italien                | 2009–2013           |
| 3   | Alberto Gutierrez    | Spanien                | 2013–2016           |
| 4   | Volker Paltzo        | Deutschland            | 2016–2018           |
| 5   | Herman Claesen       | Vereinigtes Königreich | 2019–2021           |
| 6   | Carlo Mancusi        | Italien                | 2022                |
| 7   | Wolfgang Gammel      | Deutschland            | 2022–2023 (interim) |
| 8   | Giancarlo Mezzanatto | Italien                | seit 2023           |